# Gracula ptilogenys
Gracula ptilogenys là một loài chim trong họ Sturnidae.